# R.D. 55
Lo R.D. 25 è stata una nave dragamine della Regia Marina affondato per bombardamento aereo a Messina il 25 maggio 1943

## Storia
Costruito nel cantiere navale Migliardi di Savona, la Regia Nave R.D. 55 fu varata nel 1925, ed entrò in servizio nella Regia Marina nel corso dello stesso anno. La nave aveva scafo in acciaio, e disponeva di un apparato propulsore basa su una caldaia a tubi d'acqua alimentata a carbone tramite due forni. Essa alimentava una  macchina alternativa a triplice espansione erogante la potenza di 870 CV. L'armamento si basava su di un cannone da 76/40 Mod. 1916 R.M. mm 3 2 mitragliatrici Colt da 6,5 mm.
Nel corso della seconda guerra mondiale, insieme al gemello R.D. 25, prestò servizio presso la base navale della Regia Marina di Messina. Il 25 maggio 1943 una formazione di 50 aerei da bombardamento Consolidated B-24 Liberator della Royal Air Force e di 89 Boeing B-17 Flying Fortress della US Air Force eseguirono una missione di bombardamento del porto di Messina sganciando sugli obiettivi 253 tonnellate di bombe. Lo R.D. 55 venne colpito da alcune bombe alle 14:30, e a causa del contraccolpo generato dalle esplosioni si ruppero gli ormeggi di poppa. Il dragamine venne trascinato lontano dalla banchina, e finì per affondare in acque profonde all'interno del porto. Alla data dell'affondamento risultava sprovvisto del cannone di prua, sostituito da due mitragliatrici pesanti Breda cal. 13,2 mm. Nel corso di quel bombardamento venne affondata anche la torpediniera Groppo.

### Fonti
1. 1 2 3 4 5  Marinai d'Italia.
2. 1 2 3 4  Messina ora.